# Höhlenlangbein
Das Höhlenlangbein (Amilenus aurantiacus) ist ein Spinnentier aus der Familie der Schneider. Es wurde vom Verband der deutschen Höhlen- und Karstforscher zum Höhlentier des Jahres 2016 gekürt.

## Merkmale
Männliche Höhlenlangbeine haben eine Körpergröße von 2,8 bis 3,3 mm. Weibchen kommen auf 3,5 bis 5,5 mm. Dazu haben sie auffallend lange Beine.

Höhlenlangbeine sind an ihrer markanten Zeichnung auf dem Hinterleib erkennbar. Diese Zeichnung wird als „lyraförmig“ oder als „gespiegeltes Z“ beschrieben. Diese Zeichnung ist bei Weibchen und Jungtieren auf dem helleren Untergrund gut zu erkennen, während sie bei kontrastärmeren gelbbraunen Männchen nicht einfach zu erkennen ist.

## Verbreitung
Die Verbreitung erstreckt sich von den Alpen über Mitteleuropa über die Balkanhalbinsel bis nach Griechenland.

## Lebensweise
Der Hauptlebensraum des Höhlenlangbeins sind Wälder. Während des Sommerhalbjahrs leben sie in der Bodenschicht unter Laub, Steinen und Holz. Um zu überwintern sind sie auf Felsspalten oder Höhlen angewiesen, in denen die Temperatur den Gefrierpunkt nicht oder nur kurzzeitig unterschreitet.

Adulte Tiere legen im Frühjahr Eier am Waldboden ab. Geschlüpfte Jungtiere entwickeln sich bis zum Herbst zu subadulten Tieren, die dann in frostfreie Spalten oder Höhlen zu finden sind. Dort finden sich meist große Ansammlungen von hunderten Tieren, die gemeinsam Überwintern. Dabei findet ebenfalls die Reifehäutung statt, indem sich die Tiere an der Decke von Höhlen und Spalten festkrallen und ihre Beine aus der Hülle herausziehen.

Aufgrund der Überwinterung in Höhlen wird das Höhlenlangbein als subtroglophil eingestuft.